# Julian Stanczak
Pour les articles homonymes, voir Stanczak.
Julian Stanczak, né le 5 novembre 1928 à Borownica dans les Basses-Carpates (Pologne) et mort le 25 mars 2017 à Seven Hills (Ohio), est un peintre et graveur américain d'origine polonaise.
L'artiste vivait et travaillait à Seven Hills avec sa femme, Barbara Stanczak, une sculptrice.

## Publications
- (en) Serigraphs and Drawings of Julian Stanczak 1970-1972, Gene Baro, Corcoran Gallery of Art, 1972
- (en) Julian Stanczak:  Color = Form, Jacqueline Shinners et Rudolf Arnheim, Dennos Museum Center, Northwestern Michigan College, 1993